# Без тормозов (фильм, 2016)
Без тормозов (фр. À fond) — французская кинокомедия 2016 года режиссёра Николаса Бенаму. Мировая премьера фильма состоялась 11 ноября 2016 года на кинофестивале в Сарла-ла-Канеда во Франции.

## Сюжет
Глава семейства Том Кокс (Хосе Гарсиа), косметический хирург, давно мечтал об отдыхе. Он всё спланировал и подготовил, составил маршрут. На новеньком арендованном выдуманном азиатском минивэне Danjoon Medusa семья из шести человек — жена Тома Джулия, дети Лисон и Ноэ и дед Бен, — отправляется рано утром, чтобы избежать летних пробок в долгожданный отпуск. На заправке Бен берёт в машину девушку Мелоди, потерявшую свою маму, и прячет её на заднем сиденье. Чтобы было и того проще, они фиксируют круиз-контроль на скорости 130 километров в час. Но через некоторое время система даёт сбой и управление автомобилем безвозвратно блокируется. Служба поддержки посоветовала нажать на тормоз, тогда все функции остановятся. И когда педаль тормоза сломалась, надежды на спокойный отпуск умерли окончательно.

## В ролях
- Хосе Гарсиа — Том
- Андре Дюссолье — Бен
- Каролин Виньо — Джулия
- Шарлотта Габрис — Мелоди
- Владимир Хубар — Джеки (водитель жёлтой BMW E34, которому Том случайно оторвал дверь)
- Жером Коммандёр — Даниэли
- Джозефин Кэллис — Лисон
- Стилан Лекай — Ноэ
- Флоренс Форести  — капитан Петон
- Филипп Лоденбак  — Шато Шатель